# Geschichte des urartäischen Reiches
Die Geschichte des urartäischen Reiches umfasst die Entwicklungen des Urartäischen Reiches, ein altorientalisches Reich in Ostanatolien, von den Anfängen im 9. Jahrhundert v. Chr. bis zu seinem Ende im 6. Jahrhundert v. Chr.

## Datierung
Die Abfolge der urartäischen Könige lässt sich über die durchgängige Angabe des Vatersnamens und Synchronismen mit Assyrien rekonstruieren. Bestimmte Namen sind sehr häufig (Rusa, Argišti und Sarduri), in der Spätzeit wurden nur noch Rusa und Sarduri verwendet. Daher ist die Abfolge der letzten Könige umstritten.
| Name    | Vater   | Traditionelle Zählung | Regierungsbeginn | Regierungsende          | Gesicherter Vorgänger | Gesicherter Nachfolger | Regierungsjahre |
| ------- | ------- | --------------------- | ---------------- | ----------------------- | --------------------- | ---------------------- | --------------- |
| Rusa    | Sarduri | I                     | –                | 713                     | Sarduri               | Argišti                | 22              |
| Argišti | Rusa    | II                    | 714/713          | 680?                    | Rusa                  | Rusa                   | 28              |
| Rusa    | Argišti | II                    | 685              | 645 oder früher/653/655 | unsicher, 650/660     | –                      | 53/63/69        |
| Rusa    | Erimena | III                   | ?                | ?                       | ?                     | ?                      | ?               |

Die genaue Datierung der urartäischen Könige ist schwierig und oft nur über Synchronismen mit Assyrien möglich.
| Urartäische Könige | Synchronismen                              | Assyrische Könige              |
| ------------------ | ------------------------------------------ | ------------------------------ |
| Ištar-Duri         | 643                                        | Assurbanipal (681–669)         |
| Ursa               | 652                                        | Assurbanipal (681–669)         |
| Ursa               | –                                          | Assurhaddon (669–627)          |
| –                  | –                                          | Sanherib (704–682)             |
| Ursa               | –                                          | Sargon II. (721–705)           |
| Argišta            | 708                                        | Sargon II. (721–705)           |
| Sardaurri          | 743, 735?                                  | Tiglath-Pilesar III. (744–727) |
| Argišti/u          | –                                          | Salmanasser IV. (781–772)      |
| Ušpina             | Samši-Adad V. Jahr 821                     | Samši-Adad V. (823–811)        |
| Seduri             | Salmanasser III., 31. Regierungsjahr (832) | Salmanasser III. (858–824)     |
| Aramu              | Regierungsjahre 858, 856, 844              | Salmanasser III. (858–824)     |

(Angaben nach Salvini)

### Frühe Könige (Arzaškun in Nairi)
- ab mindestens 858 bis mindestens 843/höchstens 824 v. Chr. Aramu, Herrscher der Stadt Arzaškun

### Aufstieg zu Regionalmacht
- ab mindestens 832–825 v. Chr. Sarduri I. Sohn des Lutipri, in den Anfängen noch regionaler Herrscher neben Kakia im Gebiet von Nairi.
- 825–810 v. Chr. Išpuini
- 820–810 v. Chr. Išpuini und Menua
- 810–785 v. Chr. Menua, Sohn des Išpuini
- 785–753 v. Chr. Argišti I.
- 753–735 v. Chr. Sarduri II., Sohn des Argišti
- 735–714 v. Chr. Rusa I.
- 714–680 v. Chr. Argišti II., Sohn des Rusa
- 680–639 v. Chr. Rusa II., Sohn des Argišti, 690–660 nach Salvini 2006

### Ende der assyrischen Quellen
- Nur Rusa, Sohn des Rusa und Rusa, Sohn des Erimena als Herrscher belegt, Abfolge umstritten
- Sarduri III. oder IV. um 643
- ab 486 v. Chr. Provinz des Achämenidenreichs

## Aramu
Im Jahr 858 zog Salmanasser III. gegen Kakia, König von Nairi. Auch der Name des urartäischen Herrschers Aramu ist aus den Annalen von Salmanasser III. bekannt. Aramu bedeutet unter Umständen „Aramäer“ ist also kein Eigenname. Salmanasser zog im ersten (858), dritten (856) und 15. Jahr seiner Herrschaft gegen Aramu, konnte aber nicht viel gegen ihn ausrichten. In den Annalen berichtet er, wie er aus Daiaeni kommend (vielleicht in der Gegend von Erzurum), gegen die königliche Stadt (āl šarrūtī-šu) Aramus, Arzaškun, zog. Aramu floh aus Arzaškun vor der Macht seiner Waffen auf den Berg Adduri. Salmanasser zerstörte, wie auf dem schwarzen Obelisken und der Kurba’il Statue berichtet, Arzaškun und ließ ein Relief seiner selbst auf dem Berg Eritia anbringen, bevor er weiter nach Aramalê zog, das er zerstörte. Auch Turušpa zahlte ihm Tribut. Die Zerstörung von Arzaškun ist auch auf den Bronzetoren von Balawat abgebildet. Die Lage von Arzaškun ist unbekannt, Burney will es in der Ebene zwischen Yoncalı und Patnos lokalisieren, Piotrovsky bei Erzurum und Salvini nördlich des Tigristunnels (Birkilin Çay), also vielleicht in der Sophene, oder in der Nähe von Musasir. Sugunia ist eine weitere Stadt, die Salmanasser erwähnt, auch ihre Lage ist unbekannt.
Die Bildung eines zentralisierten urartäischen Staates war vielleicht eine Reaktion auf die vermehrten assyrischen Angriffe auf die vorher unabhängigen Stämme von Urartri. R. D. Barnett hält die Unterbrechung der Handelsrouten durch die assyrische Expansion für den entscheidenden Faktor, Levine dem Kampf um Ressourcen.

## Sarduri I.
Erste eigene Belege eines solchen urartäischen States entstanden um 845 v. Chr. als Sarduri I. akkadische Inschriften im Tal von Van anbringen lässt. Es wird angenommen, dass die Dynastie ursprünglich aus dem Gebiet von Rawanduz in Ḫušaubuškia stammte. Sarduri erbaute eine Festung neben dem Burgfelsen von Van, die erste bekannte urartäische Festung überhaupt. Das nördliche Seeufer wurde erobert.

## Išpuini
Eine Inschrift des Išpuini stammt aus Toprakkale bei Eleşkirt am westlichen Ende der Ebene von Ağrı. Sie berichtet über seine Feldzüge im Norden. Er zog danach gegen die Witeruhi, Luša und Katarza und das Land Etiuḫi zu Felde. Diese werden gewöhnlich nördlich des Ararat lokalisiert. Eine weitere Inschrift wurde in Nachitschewan gefunden. Es wird gemeinhin angenommen, dass entweder Išpuini oder sein Sohn Menua um 810 Hasanlu in Mannai eroberten. Gegen Ende der Regierungszeit von Išpuini finden Feldzüge zum südlichen und westlichen Teil des Urmia-Sees statt, die unter anderem durch die Inschrift von Taštepe und die Stele von Karagündüz belegt sind.

## Menua
Menua eroberte Malatya und die Ušnu-Ebene und erreichte den Araxes, wo er eine Festung erbauen ließ. Nach der Felsinschrift von Yazılıtaş und der Inschrift von Süngütaşı (Zivin) zog er gegen Diaueḫe und Erekua zu Felde, Diaueḫe wurde tributpflichtig gemacht, aber nicht dem Reich angegliedert. Inschriften aus Taşburun und Başbulak berichten von Bauten, die der König hier errichten ließ.
Auch der Bau der Festung von Qalatgah wird Menua zugeschrieben. Er behauptet, im Westen den Euphrat überschritten zu haben. Menua legte sich den Titel „König der Könige“ (LUGAL e-ri-la-a-ú-e) zu.

## Argišti I.
Sein Sohn Argišti gliederte dem Reich die fruchtbare Ararat-Ebene an. Unter seiner Herrschaft stieß Urarṭu am weitesten nach Norden vor. Er führte Feldzüge gegen Diaueḫe, Luša, Katarza, Etiuḫi und Witeruḫi (Inschrift von Horhor) und überfiel Tariuhi, Biani und Ḫušauša. Diaueḫe wurde jedoch nicht endgültig unterworfen, Sarduri II. berichtet von weiteren Feldzügen. Er führte die ersten Feldzüge in das Gebiet des Sewansees. Argišti ließ Erebuni und Argištihinili erbauen.
Argišti I. führte Krieg gegen Aššur-nirari V. (754–745). In den Jahren 7–13 seiner Regierung zog er gegen Mannai und erbeutete hier unter anderem Kamele.

## Sarduri II.
Sarduri II. führte weitere Feldzüge im Norden, außer gegen Diaueḫe auch gegen Etiuḫi, Iga und zweimal gegen Qulḫa in der Nähe von Ḫušauša, das manchmal mit Kolchis gleichgesetzt wird. Er erbeutete hier Rinder, Schafe, Ziegen und Pferde und verschleppte zahlreiche Gefangene. Es wird auch ein Eisengegenstand erwähnt. In Diaueḫe konnte er Gold, Silber und Kupfer erbeuten. Inschriften des Sarduri sind unter anderem aus Güzelhisar und Taşköprü bekannt. Er trug den Titel „König der Könige“ (LUGAL e-ri-la-ú-e).
Sarduri war Mitglied der anti-assyrischen Koalition in Kummuhi. Nachdem Tiglat-Pileser III. diese 743 niedergeworfen hatte, führte er einen Straffeldzug nach Urartu durch und plünderte Turušpa. Dies hatte jedoch keine nachhaltigen Folgen. Gegen Ende seiner Herrschaft eroberte Sarduri das südliche Ufer des Sewansees, nach seinem Tod scheint dieses Territorium aber wieder verloren gegangen zu sein, das nördliche Ufer konnte sich urartäischen Vorstößen erfolgreich widersetzen.
Die urartäische Expansion fällt so vor allem in das Ende des 9. und den Beginn des 8. Jahrhunderts. Im 8. Jahrhundert richteten sich die jährlichen königlichen Feldzüge vor allem gegen das östliche Anatolien. Die Könige zogen unter dem šuri aus, einer Zeremoniallanze von fast 0,8 m Länge (früher auch als Schwert oder Ḫaldi geweihter Streitwagen identifiziert). Regelmäßig wird von erbeuteten Vieh und Gefangenen berichtet. Zimansky sieht daher in diesen Feldzügen eher Raubzüge, die der Versorgung des urartäischen Kerngebiets dienten und Arbeitskräfte für den Bau der zahlreichen Festungen lieferten. Sarduri berichtete, auf einem Feldzug gegen Eria (bei Gjumri) 6436 Männer und 15.553 Jünglinge gefangen genommen und nach Urartu deportiert zu haben, insgesamt 21.989 Menschen, zusammen mit 1613 Pferden, 115 Kamelen, 16.529 Rindern und 37.685 Schafen. Rusa I. eroberte die mannäische Provinz Uišdiš (Sargon, Gottesbrief). Die Deportations-Politik wurde bis in die Zeit von Rusa II. fortgesetzt. Er verschleppte unter anderem Frauen aus Muški, Ḫatti und Ḫaliṭu. 735 zog Tiglat-Pileser III. gegen Urarṭu und plünderte Turušpa, konnte aber die Zitadelle nicht einnehmen.

## Rusa I.
Rusa I. eroberte die mannäische Provinz Uišdiš. Er führte erneute Feldzüge in das Gebiet des Sewansees. Seine Eroberungen sind auf der Felsinschrift von Zowinar aufgeführt. 735 zog Tiglat-Pileser III. gegen Urarṭu und plünderte Turušpa, konnte aber die Zitadelle nicht einnehmen. 714 v. Chr. war Urarṭu Ziel des 8. Feldzuges des assyrischen Königs Sargon. Dieser rühmt sich in seinem Gottesbrief, Rusa geschlagen zu haben, der daraufhin geflohen sei und Selbstmord begangen habe. Sargon plünderte den Ḫaldi-Tempel in Musasir und machte reiche Beute, konnte aber keine bleibende Herrschaft im Gebiet des Vansees oder Urmia-Sees etablieren. Nach Sargons 8. Feldzug herrschte längere Zeit Frieden zwischen Assyrien und Urarṭu, nicht, weil letzteres unterworfen oder bleibend geschädigt worden war, sondern weil beide Reiche andere Probleme hatten.

## Argišti II.
Von Argišti II. stammt eine Felsinschrift bei Kömürhan am Euphrat und mehrere Inschriften am Sewansee.

## Rusa II
Rusa II., Sohn des Argišti war der letzte bedeutende urartäische Herrscher. Seine genaue Herrschaftszeit ist unbekannt. Einziger Fixpunkt ist eine Erwähnung in einem Gebet Assurbanipals von 653/652. Rusa rühmt sich in einer Inschrift von dem Tempel in der Festung Rusahinili des Sieges über Assur, Targu, Etiuḫi, vielleicht das Tal des Kura, Tabal, Qairanu, Ḫatti, Muški und Siluquini (Suluqu südlich des Sewansees?), Bewohner dieser Länder wurden nach Urartu deponiert. Rusa erbaute fünf neue, sehr große Festungen, die teilweise ältere Strukturen ablösten. Seine Herrschaft sah tiefgreifende Veränderungen der urartäischen materiellen Kultur mit einem verstärkten assyrischen Einfluss.
Um 645 wurden eine Reihe von Festungen, darunter Ayanıs, Bastam, Yukan Anzaf und Çavuştepe zerstört, vermutlich auch Karmir Blur, Rusanihili und Toprakkale. Die zugehörigen Siedlungen, soweit ergraben, wurden friedlich aufgelassen. Diese Zerstörungen werden gewöhnlich den Kimmerern zugeschrieben, Çilingiroğlu und Salvini schließen jedoch auch ein Erdbeben nicht aus. Ein Kollaps der zentralen Autorität musste für das labile Wirtschaftssystem verheerende Folgen haben. Es beruhte auf intensiver Landwirtschaft (vor allem Bewässerungsfeldbau) in den wenigen fruchtbaren Tälern und der Ausbeutung der reichen Metallvorkommen (Eisen, Kupfer und Silber), aber auch zu einem nicht geringen Teil auf Kriegsbeute und der ständigen Zufuhr von Gefangenen als Arbeitskräfte. Fielen diese aus, wurden die ausgedehnten Bewässerungskanäle nicht in Schuss gehalten und versagte das Redistributionssystem, das auf ausgedehnten Lagern von Nahrungsmitteln wie Getreide und Trockenfleisch in den Zitadellen beruhte (vgl. die Tierknochen aus Bastam), ging ein Teil der Bevölkerung vermutlich wieder zu einer nomadischen Lebensweise über, unterworfene oder verbündete Stämme spalteten sich ab und der schriftkundigen Bürokratie war die Lebensgrundlage entzogen.
Bernbeck sieht das Ende Urartus dagegen als lokale Rebellionen gegen den unter Rusa II. zentralisierten Staat.

## Späte Herrscher
Mit dem Ende des Assyrischen Reiches 614 endet die wichtigste Quelle zur Chronologie von Urarṭu. Der letzte aus assyrischen Inschriften bekannte Herrscher von Urarṭu ist Ištar-Duri im Jahre 643. Assurbanipal rühmt sich 643, die Unterwerfung von Rusa, dem König von Urartu, entgegengenommen zu haben.
Die von Igor M. Diakonov so genannten Prinzensiegel, in Kamir-Blur, Bastam, Toprakkale und Ayanıs gefunden, tragen die Abbildung eines Heiligen Baumes zwischen zwei Genien (apkallu) und oft eine Inschrift, die als LÚA.NIN-li, Sohn der Königin, gelesen wurde. Folgende Prinzensiegel sind bekannt:
| Eigentümer                       | Umschrift                     | Fundort            |
| -------------------------------- | ----------------------------- | ------------------ |
| mRu-sa-a-i mRu-sa-he             | Rusa, Sohn des Rusa           | Kamir Blur         |
| mRu-sa-[a-i m]dSar5-du-[ri-]hi   | Rusa, Sohn des Sarduri        | Bastam             |
| m.dSar5-du-hi[?]dSar5-du-[ri]-hi | Sar(duri), Sohn des Sardu(ri) | Bastam, Kamir-Blur |
| m.dSar5-du-ri mRu-sa             | Sarduri Sohn des Rusa         | Bastam             |
| m]E-[r]i.me-n[a-n]é?             | Erimema                       | Karmir-Blur        |

Diese Männer wurden als Angehörige des Königshauses in hohen Positionen oder als Kronprinzen gedeutet.
Auf Grund eines Siegels aus Ayanıs wird die Inschrift von Hellwag nun als LÚA.ZUM-lis oder LÚa-s.u-lis gelesen und als Siegel eines hohen Beamten gedeutet, der vielleicht für die Bewässerung zuständig war oder die Schleusenöffnungszeremonie (aus der Regierungszeit von Argišti II. und Rusa II. belegt) im Namen von Ḫaldi, Teišeba und Sivini durchführte. Die Namen sind aber für das Herrscherhaus typisch und meist anderweitig nicht belegt.
Ein Rusa, Sohn des Erimena ist auch durch Inschriften aus Arin-Berd und Argištihinili nachgewiesen. Der Name seines Vaters ist nie als der eines Herrschers belegt, was manche Autoren dazu geführt hat, in ihm einen Usurpator zu sehen. Das Siegel des Erimena war aber mit einem geflügelten Pferd versehen, wie auch die Siegel einiger LÚA.ZUM-li, die Hellwag als hohe Beamte am Hof von Rusa II. deutet.
Letztlich ist nur für Rusa, Sohn des Rusa und Rusa, Sohn des Erimena belegt, dass sie den Titel König (e-ri/LUGAL-li) trugen. Ihre Abfolge ist Gegenstand zahlreicher Abhandlungen, aber letztlich nicht eindeutig festzulegen.
Auf Grund der Stele von Gövelek hat Altan Çilingiroğlu eine veränderte Reihenfolge der Könige vorgeschlagen.
| Traditionelle Abfolge | Çilingiroğlu 2008    |
| --------------------- | -------------------- |
| Rusa Sarduriḫi (I)    | Rusa Sarduriḫi (I)   |
| Argišti Rusaḫi (II)   | Argišti Rusaḫi (II)  |
| Rusa Argištiḫi [II]   | Rusa Erimenáḫi (III) |
| Niedergang            | Rusa Argištiḫi (II)  |
| Rusa Erimenáḫi (III)  | Niedergang           |

## Das Ende von Urartu
Es wird angenommen, dass Urarṭu mehrfach Ziel kimmerischer und skythischer Einfälle war. In den Brandschichten von Bastam, das allerdings schon Mitte des 7. Jahrhunderts v. Chr. zerstört wurde, sowie von Tušpa (Toprakkale), Teišebai (Karmir Blur) und Argištihinili fanden sich dreiflügelige Bronzepfeilspitzen und skythisches Pferdegeschirr. Es wird gewöhnlich angenommen, dass an diesen Eroberungszügen auch Meder und transkaukasische Stämme beteiligt waren. Die Pfeilspitzen aus Karmir Blur, in Bündeln niedergelegt, stammen allerdings aus einem Weihedepot in der Festung, sind also kaum als Hinweis auf die ethnische Identität ihrer Eroberer zu werten. Trensenknebel aus Bein, die in einem stark stilisierten Raubvogelkopf enden, wurden in Kaplantu, Kamir Blur, Çavuştepe, Hasanlu IIIB und Nuš-i Jan im Westiran gefunden. Sie sind typisch für die Kelermes-Stufe des frühen 7. Jahrhunderts.
Piotrovski setzt das Ende von Urartu 590 oder 585 an, vor allem auf Grund von Jer 51,27  Jeremia 51:27, in der Ararat (Urartu) neben Minni und Aschkenas (gewöhnlich als Skythen gedeutet) gegen Babylon zu Feld zieht; seine Interpretation wird jedoch überwiegend abgelehnt, die meisten Forscher gehen davon aus, dass das Reich bereits im 6. Jh. sein Ende fand.
Zu einer endgültigen Beurteilung des Endes von Urarṭu sind insgesamt mehr exakte Daten nötig.
Mit dem Ende des Reiches verschwindet auch die urarṭäische Sprache. Als Xenophon und die Zehntausend 401/400 v. Chr. durch das Gebiet marschierten, lebten hier Armenier, Karduchoi, Chaldaoi und Taochoi unter persischer Herrschaft. Xenophon erwähnt keine der urartäischen Festungen. Der armenische Historiker Moses von Choren schreibt dann die Inschriften und Bauten auf dem Burgberg von Van bereits der mythischen Königin Ara Semiramis zu, das Reich von Urarṭu ist offensichtlich völlig vergessen.

## Babylonische Feldzüge
In den Jahren 609 v. Chr. bis 607 v. Chr. führte der babylonische König Nabopolassar jährlich Feldzüge nach Urarṭu. Den Feldzugsberichten konnten Historiker wertvolle Informationen über Routen entnehmen, die bereits von den Assyrern benutzt wurden.
Feldzüge nach Urarṭu erfolgten über Arrapḫa, Erbil, Nisibis, Mardin und Tur Abdin. Feldzugsgeschwindigkeiten liefern exakte Zusatzinformationen:

„Im Monat Ellul des Jahres 608 v. Chr. sammelten sich die Truppen und überschritten den Tigris. Über Bit Hannuni erfolgte der Zug in die Berge von Urarṭu. Städte und Bauwerke wurden gebrandschatzt und die Bevölkerung getötet. Von Ura nach Kirski wurden sechs Doppelstunden benötigt. Im Monat Tebet erfolgte die Rückkehr nach Babylon.“

Der bisher meist für das Jahr 547 v. Chr. angesetzte Lydien-Feldzug des Perserkönigs Kyros II. erfolgte unter der Annahme, dass die Lesung Lu-u-[d-di] von Sydney Smith aus dem Jahr 1924 korrekt sei. Es ergaben sich jedoch Zweifel an dieser Übersetzung. Die Assyriologen Grayson und Hinz schlossen als erste Silben auch Su und Zu nicht aus und verlegten den Feldzug nach Palmyra. 1977 kam J. Cargill zu dem Ergebnis, dass eine Lesung als Lydien wenig wahrscheinlich sei und Kyros bis in die Jahre 543/542 v. Chr. mit Feldzügen im medischen Kerngebiet beschäftigt war. Ran Zadok bezweifelte 1985 die Lesung von Sydney Smith, da die übliche Schreibung von Lydien Lu-u-du war.
Untersuchungen in den Jahren 1996 bis 2004 ergaben eine Rekonstruktion des beschädigten Fragments als Ituguana KURU-[raš-tu il-li]k, wobei der Name Uraštu die keilschriftliche Kurzform von Urarṭu darstellt und die Vermutungen von J. Cargill und R. Zadok damit bestätigt wurden.

„Im Monat Nisanu sammelte Kyros, König von Parsu, seine Truppen und überquerte unterhalb von Erbil den Tigris. Im Monat Ajaru marschierte er nach Urartu, schlug den dortigen König und stationierte seine Truppen in einer Festung.“

Genaue Auswertungen der Feldzüge belegen, dass die Euphrat-Route für Unternehmungen in die Regionen von Tubal, nahe Lydien, immer über Karkemiš führten. Die militärische Kampagne im Jahr 547 v. Chr. führte Kyros II. jedoch über die übliche Urarṭu-Strecke Erbil-Tur Abdin, da Nabonaid die Station Erbil erwähnte.

## Achämeniden
547 v. Chr. wurde das Gebiet von Urarṭu in das Achämenidenreich eingegliedert. Urarṭu war mindestens bis 521 v. Chr., als Dareios I. hier mehrere Aufstände niederschlug, eine eigenständige Provinz.